# BURN•E
BURN•E è  un cortometraggio d'animazione CGI del 2008 diretto da Angus MacLane, prodotto dalla Pixar Animation Studios e distribuito dalla Walt Disney Pictures. 
Il corto è pubblicato nell'edizione DVD e BD del film WALL•E.
Il film è stato realizzato contemporaneamente a WALL•E, e ne condivide personaggi e ambientazioni.
Il robot BURN-E (riconoscibile dal nome che ha stampato sulla scocca) viene presentato in una breve sequenza del film WALL•E. Il suo nome è l'acronimo di "Basic Utility Repair Nano-Engineer", traducibile come "Nano-Tecnico (per la) Riparazione dei Servizi di Base".

## Trama
BURN-E è un instancabile robot operaio sulla astronave Axiom. I suoi lavori vengono però stravolti quando sulla Axiom arriva WALL•E.
WALL•E vaga nello spazio, attaccato al razzo diretto all'Axiom, e tocca gli anelli di ghiaccio di Saturno, provocando il lancio involontario di un frammento grande come un pugno che danneggia una delle illuminazioni esterne dell'Axiom.
Immediatamente AUTO, localizzato il problema grazie ai sistemi di bordo, attiva il SUPPLY-R (acronimo di "Spare Ultra Plottic Pandron Yorth-Ranger") competente della zona del guasto. A sua volta, SUPPLY-R attiva BURN-E per uscire e riparare il guasto.
Quando è sul punto di saldare la nuova luce, il razzo entra nell'Axiom e WALL•E di buon grado saluta BURN-E, che risponde al saluto, ma inavvertitamente lascia il lampione che, per via dell'assenza di gravità, fluttua via.
BURN-E, accortosene, ritorna da SUPPLY-R e, con vergogna, chiede il secondo lampione che gli viene dato con diffidenza.
Mentre inizia il processo di saldatura del nuovo lampione, dall'Axiom parte la navicella con la quale GO-4 aveva intenzione di eliminare la pianta facendola saltare e sulla quale rimane intrappolato WALL•E. BURN-E però si gira di soprassalto a causa dell'esplosione della capsula e inavvertitamente taglia l'illuminazione a metà con la fiamma ossidrica.
Nuovamente davanti a SUPPLY-R, il lampione gli viene lasciato con disprezzo e BURN-E stavolta salda per bene l'oggetto in questione, ma rimane chiuso fuori quando EVE entra con WALL•E dal boccaporto e, rassegnato al fatto che il boccaporto non si aprirà, aspetta. Si rianima quando nota che il portellone dal quale vengono scaricati i rifiuti nello spazio è aperto e non è molto distante da lui. Proprio quando arriva al portellone, esso gli viene chiuso in faccia. Rimasto ancora fuori, BURN-E si mette a passare il tempo giocando con la fiamma ossidrica e dopo un po' gli viene in mente di aprire un varco con essa, ma tornato alla postazione di SUPPLY-R per confermare che il compito è stato svolto, AUTO rovescia l'Axiom e, come tutti i passeggeri, anche BURN-E si ritrova scaraventato da un lato della nave, rischiando perfino di ritrovarsi fuori della stessa.
Salvatosi in extremis grazie allo spegnimento di AUTO da parte del capitano McCrea ed al conseguente riassestamento dell'Axiom, BURN-E tenta di rientrare ma in quel momento l'astronave balza nell'iperspazio e il robot si schianta e di incastra a causa dell'accelerazione improvvisa contro la parete della nave, da dove assiste in prima persona al salto ed al rientro sulla Terra.
Una volta ripresosi, torna da SUPPLY-R ma non lo trova e, dopo una perlustrazione di tutti gli ambienti della nave, nota che è vuota. Si ritrova poi per caso nel settore delle navette di emergenza e, sporgendosi dal parabrezza di una di queste, vede SUPPLY-R. Nel tentativo di farsi notare da lui, preme il pulsante d'espulsione e si schianta con tutta la lancia una decina di metri più in là di SUPPLY-R.
Attivata l'apertura automatica del portello, che viene sparato in alto, BURN-E si dirige da SUPPLY-R, premendo il bottone per riattivare le illuminazioni ed esultando per il completamento del lavoro, ma il portello si schianta proprio sulla luce appena riparata e BURN-E, scioccato, si butta a terra.
Finiti i titoli di coda si vede SUPPLY-R che consola BURN-E.